# Hans Hirschmann (Produzent)
Hans Hirschmann (* 22. Juli 1930 in Stuttgart) ist ein deutscher Fernsehproduzent.

## Leben und Wirken
Hirschmann erhielt nach dem Abitur ab 1949 eine zehn Jahre währende, praktische Ausbildung bei der UFA und wurde in dieser Zeit in Baden-Baden auch bei Film eingesetzt: mal als Aufnahmeleiter (so 1956 beim Heimatfilm Die Rosel vom Schwarzwald), mal als Produktionsassistent (so 1957 bei dem Remake Viktor und Viktoria). Mit Beginn der 1960er Jahre ließ man ihn bei Fernsehen als Produktionsleiter arbeiten, noch im selben Jahrzehnt begann er beim Südwestfunk (SWF) seine Tätigkeit als Fernsehproduzent.
Nach wie vor in Baden-Baden ansässig, stellte der gebürtige Stuttgarter für den SWF eine Reihe von Einzelproduktionen sowie mehrere populäre Serien her, darunter Salto Mortale, Eurogang, MS Franziska und zuletzt Moselbrück. 1993 beendete Hans Hirschmann seine aktive Laufbahn.

## Filmografie
als Fernsehproduzent, wenn nicht anders angegeben
- 1960: Es geschah an der Grenze (Serie, Produktionsleitung)
- 1967: Frühling in Baden-Baden
- 1967: Großer Mann was nun? (Serie)
- 1969–1972: Salto Mortale (Serie)
- 1970: Der Mann, der den Eiffelturm verkaufte
- 1972: Herr Soldan hat keine Vergangenheit
- 1973: Die Powenzbande (Mehrteiler, Produktionsleitung)
- 1973: Diamantenparty
- 1973: Frühbesprechung (Serie)
- 1975/1976: Eurogang (Serie)
- 1976: Herr S. kommt nicht zum Zuge
- 1977: MS Franziska (Serie)
- 1979: Der eiserne Gustav (Mehrteiler)
- 1981–1985: Goldene Zeiten – Bittere Zeiten (Serie)
- 1987: Albert Schweitzer (Dreiteiler)
- 1987–1993: Moselbrück (Serie)